# Усть-Ламенка (Новосибирская область)
Усть-Ламенка — село в Венгеровском районе Новосибирской области России. Административный центр Усть-Ламенского сельсовета.

## География
Расположено на обоих берегах Камы (приток Оми) в 70 км к северо-западу от Куйбышева, в 365 км от Новосибирска и в 33 км к востоку от Венгерово. Площадь села — 57 гектаров.
Имеется подъездная дорога к селу с запада (от автодороги Куйбышев — Венгерово), продолжающаяся далее на восток к посёлку Яча.

## История
В 1976 году указом Президиума Верховного Совета РСФСР посёлок фермы № 1 совхоза «Усть-Ламенский» переименован в село Усть-Ламенка.

## Население
| 2002 | 2007 | 2010 |
| ---- | ---- | ---- |
| 418  | ↘406 | ↘338 |

## Инфраструктура
В селе по данным на 2007 год функционируют 1 учреждение здравоохранения, 1 образовательное учреждение. Имеются автомобильный и пешеходный мосты через реку.